# Императорский пингвин
Импера́торский пингви́н (лат. Aptenodytes forsteri), также известен как пингвин Форстера — самый крупный и тяжёлый из современных видов семейства пингвиновых. Его средний рост составляет около 150 см, а вес колеблется между 22 и 45 кг. Голова и задняя часть тела чёрная, брюшная часть — белая, к верху становящаяся жёлтой. Как и все пингвиновые, императорские пингвины не умеют летать. Вместе с королевским пингвином относится к роду императорских пингвинов (Aptenodytes). Видовое латинское название дано в честь немецкого учёного Иоганна Форстера (1729—1798).

## Внешний вид
Самцы императорского пингвина достигают роста 130 см и весят в среднем 35—40 кг, но максимально вес самца может достигать 50 кг. Самки достигают 114 см роста и 32 кг веса. Это самый крупный из современных пингвинов. Мускульная масса императорского пингвина также самая большая из всех видов птиц (в основном за счёт грудных мускулов). Оперение императорского пингвина на спине чёрное, а на груди белое, что делает его в воде менее заметным для врагов. Под шеей и на щеках у них жёлто-оранжевая окраска. Птенцы покрыты белым или серовато-белым пухом.

## История изучения

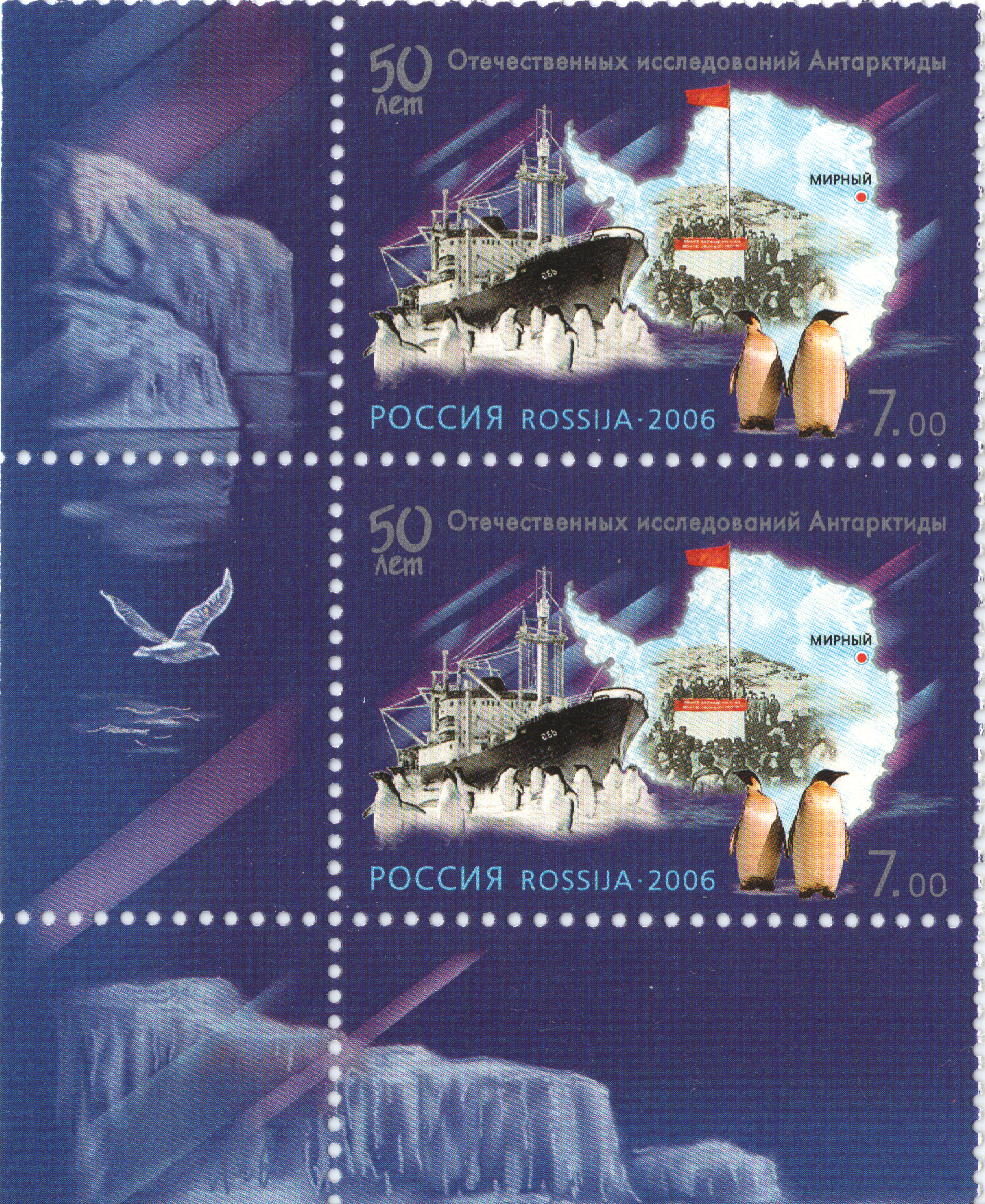
Императорские пингвины на российской почтовой марке 2006 года.

Императорский пингвин был открыт экспедицией Ф. Ф. Беллинсгаузена и М. П. Лазарева 1819—1821 годов.
Значительный вклад в изучение императорского пингвина сделала антарктическая экспедиция Роберта Скотта 1910—1913 гг., когда группа из трёх человек (в том числе Эдриана Уилсона) отправилась с базы на мысе Эванс в проливе Мак-Мердо на мыс Крозье, где добыли несколько яиц пингвинов, что было важно для изучения эмбрионального периода развития этих птиц.

## Распространение
Императорский пингвин из всех видов пингвинов заходит далее всего на юг. Около 300 тысяч особей императорского пингвина живут на льдинах вокруг Антарктиды, но для спаривания и высиживания яиц мигрируют на материк.
До 2009 года считалось, что всего в мире существует 34 их колонии. В результате изучения спутниковых изображений Антарктики (LandSat Image Mosaic of Antarctica) учёными было обнаружено 38 следов помёта на снегу, что соответствует 38 местам зимовки, то есть такому же количеству колоний.

## Питание
Как морская птица императорский пингвин охотится исключительно в океане. Он питается рыбой, кальмарами и крилем. Императорские пингвины охотятся в группах. Эти группы плывут прямо в косяк рыбы и быстро в нём нападают на добычу, клюя всё, что перед ними возникает. Мелкую добычу они едят прямо в воде, а с более крупной добычей они должны выплыть на поверхность, чтобы её разделать. Охотясь, императорские пингвины преодолевают большие расстояния, двигаясь со скоростью 3—6 км/ч и опускаясь на глубину в сотни метров. Рекордная зафиксированная глубина составила 564 м, а продолжалось это погружение 21,8 минуты (впрочем, на глубину >200 м пингвины ныряют лишь в 5 % случаев, а >400 м — лишь в 0,2 %). Чем больше света, тем глубже они ныряют, так как их главным ориентиром при охоте является зрение, а не слух или эхолот. Рекордное же время пребывания под водой для императорского пингвина — 27,6 минуты, хотя обычно оно меньше 5—10 минут.

## Образ жизни и поведение
Колонии императорских пингвинов находятся в естественных укрытиях: за утёсами и крупными льдинами с обязательным наличием участков открытой воды. Самые большие колонии насчитывают до десяти тысяч особей. Часто императорские пингвины передвигаются лёжа на брюхе, работая лапами и крыльями.
Чтобы согреться, императорские пингвины собираются в плотные группы, внутри которых температура может достигать +35 градусов при температуре окружающего воздуха −20 °C. При этом пингвины постоянно перемещаются от края группы в центр и обратно, чтобы все находились в равных условиях.
Около двух месяцев в году императорские пингвины проводят в море, остальное время уходит на продолжение рода.
Императорский пингвин, несмотря на гордый вид и название, очень осторожен и даже пуглив. Многие попытки окольцевать его не увенчались успехом, так как при приближении потенциальной опасности начиналась такая паника, что пингвины разбегались, бросая яйца и птенцов.

## Размножение

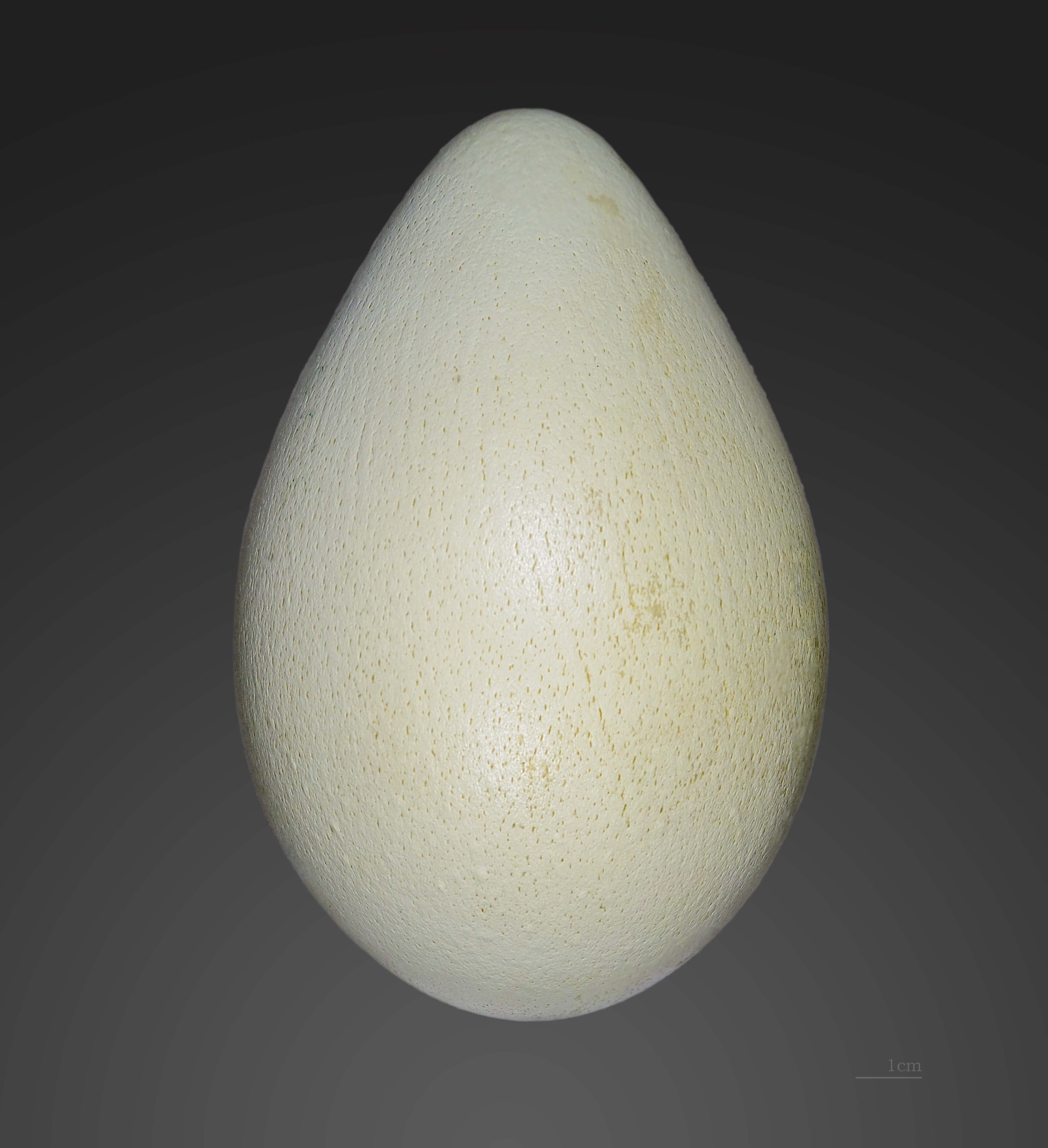
Яйцо императорского пингвина

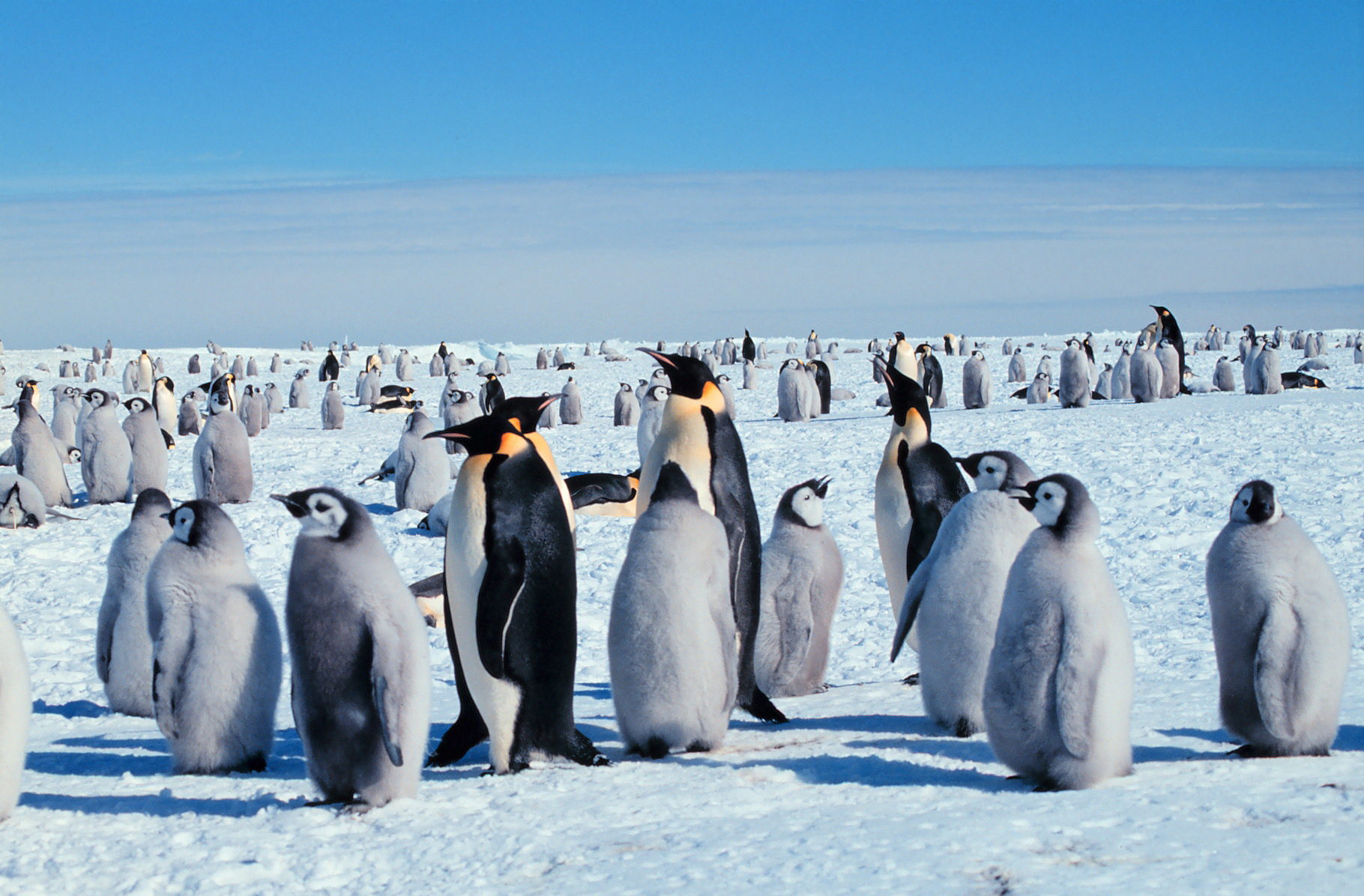
Императорские пингвины со своими птенцами

Императорские пингвины начинают размножаться в мае — июне, когда в местах их обитания температура опускается ниже −50 °C, а ветер дует со скоростью до 200 км/ч. В связи с такими погодными условиями птенцы императорского пингвина очень медленно развиваются. Гнездовые колонии императорских пингвинов расположены на прибрежных льдах, изредка на континенте. Колонии расположены в местах с наиболее благоприятным микроклиматом, имеющих защиту от ветров, дующих в это время года из середины материка, например, среди утёсов, ледников или в неровностях льда. Но также рядом с колонией должны быть расположены открытые полыньи, трещины или участки свободного ото льда моря. Это необходимо птицам для питания и кормления птенцов. При сильных морозах пингвины сбиваются в тесные группы, в отличие, например, от пингвинов Адели, которые согреваются парами на строго ограниченной гнездовой территории.
Императорские пингвины пребывают у побережья Антарктиды около 10 месяцев. Первые птицы на местах гнездования появляются в конце антарктического лета (середина марта — середина апреля). Здесь птицы объединяются в пары, сопровождая этот процесс криками и частыми драками. Так формируется колония. Максимальный размер колонии — 10 тысяч птиц, минимальный — 300 птиц.
Затем птицы успокаиваются, парами спокойно стоят днём, ночью собираются в группы, образуя «черепаху». В мае-начале июня самка откладывает единственное яйцо, с помощью клюва перекатывает его на лапы и накрывает сверху кожной складкой на нижней стороне брюха, которая называется наседной сумкой. Появление яйца сопровождается громкими криками родителей. Масса яйца императорского пингвина 450 г, размер 12х9 см; средняя температура яйца 31,4 C°. Через несколько часов заботы о яйце берёт на себя самец, у которого также есть наседная сумка. Самка же, проголодав 45—50 дней, отправляется на кормёжку в море. Самцы же при любом ухудшении погоды собираются в плотные группы — около 10 птиц на 1 м², что помогает сохранить жизнь будущему потомству. При этом в колонии присутствует примерно 4—8 % негнездящихся особей. Продолжительность насиживания яйца 62—66 дней, иногда и до 100 дней.
Самки возвращаются с кормёжки и одновременно с этим из яиц появляются птенцы. Каждая самка находит своего супруга по голосу. Самцы, наголодавшись 3 месяца и потеряв 40 % массы тела, передают им яйца или уже вылупившихся птенцов и сами уходят на кормёжку. Средняя масса вылупившегося птенца составляет 315 г. Если птенец вылупился раньше, чем вернулась из моря самка, то отец кормит его «молоком» — особым соком, который производит желудок и пищевод пингвина, а точнее эзофагиальная железа. В этом соке содержится гликолипопротеиновое вещество, имеющее около 28 % жира, белков около 60 %. На этой пище птенец может продержаться несколько дней. Самки около трёх недель кормят птенцов полупереваренной пищей, кашицей из криля и рыб, запасённой в путешествии по морю и тем же самым молоком. В возрасте пяти недель птенцы императорских пингвинов уже не помещаются в наседной сумке и уходят в так называемые «детские сады», где проводят время, плотно прижавшись друг к другу. Взрослые пингвины охраняют их от нападений хищников — буревестников и поморников. Родители же находят своего птенца среди сотен других и кормят только его. В этот период птенец может за один раз съесть до 6 кг рыбы. Период выкармливания птенца заканчивается в декабре — январе, в разгаре антарктического лета. Период линьки длится в течение 30—35 дней, во время которого птицы ничего не едят, неподвижно сидят и сильно худеют. Способными к плаванию птенцы станут лишь к январю. Тогда взрослые и молодые птицы уходят в море до следующей весны.

## Естественные враги

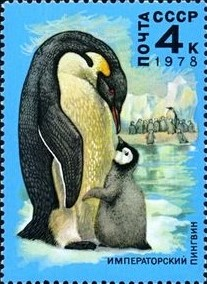
Почтовая марка СССР

У императорских пингвинов немного врагов, и естественный возраст этих птиц может достигать 25 лет.
Единственные хищники, убивающие взрослого императорского пингвина в воде или вблизи воды — это косатки и морские леопарды. На льдинах иногда случается, что птенцы императорского пингвина становятся добычей поморников или гигантского буревестника. Именно от последнего исходит наибольшая опасность, так как он является причиной гибели до трети птенцов императорского пингвина. Для взрослых особей эти птицы не представляют опасности.

## Глобальная угроза из-за таяния льда
Ученые Британской антарктической службы выяснили, что из-за рекордно низкого уровня льда в Антарктиде в 2023 году произошли масштабные потери популяции пингвинов. Пострадали 14 из 66 колоний императорских пингвинов, а в 2022 году это коснулось 19 колоний. За период с 1981 по 2010 годы сокращение площади морского льда в Антарктиде достигло 30 %. Ученые считают, что если льды Антарктики продолжат таять такими же темпами, то к концу XXI века 99 % императорских пингвинов могут вымереть.

## Документальный фильм
- ЦСДФ (РЦСДФ) (1958). «Повесть о пингвинах». Документальный фильм.  20 мин. {{cite episode}}: |series= пропущен или пуст (справка)